# Philousports
Philippe Vignolo, dit Philousports, est un influenceur français, né le 3 octobre 1971 à Marseille et mort à Pietracorbara (Haute-Corse) le 19 juin 2021.
Il est principalement connu pour ses gifs animés et ses commentaires sportifs décalés, qu'il publie à partir de 2011 sur Twitter, réseau social sur lequel il est suivi par plus de 260 000 personnes au moment de sa mort. Atteint de myopathie et en fauteuil roulant depuis son enfance, il a notamment subi une trachéotomie lui donnant une diction particulière.

## Biographie

### Situation personnelle
Philippe Vignolo naît le 3 octobre 1971 à l'hôpital Ambroise-Paré de Marseille,.
Ses parents divorcent peu après sa naissance et son père décède lorsqu'il a dix ans. Il grandit dans le quartier de La Rose avec sa grande sœur et sa mère, alcoolique, qui ne « l'aime pas » et à qui il arrive de battre son fils. Lorsque Philippe a neuf ans, sa famille emménage en Normandie. Il vit également quelque temps en Algérie.
Né avec une malformation des jambes, Philippe Vignolo est atteint de myopathie et se déplace en fauteuil roulant à partir de l'âge de neuf ans. À seize ans, il est opéré d'une scoliose puis se voit poser un respirateur artificiel, qui lui confère une voix soufflée particulière. Il subit une trachéotomie qui l'empêche de parler distinctement[réf. nécessaire].
Il suit une formation en comptabilité.
La vingtaine passée, il s'installe en colocation avec sa sœur à Aubagne. Il se rapproche de ses voisins, qui l'accueillent dans leur famille à la fin des années 1990. Ils s'installent ensemble au Cap Corse en 2014,.
Il publie en 2019 sa biographie, Moi, Philousports, chez Hachette.

### Activités d’influenceur
Passionné de jeux vidéo, il s'inscrit sur le réseau social Twitter en avril 2011, alors que le réseau Playstation est piraté. Il prend goût au réseau social, postant d'abord des captures d'écran puis des gifs.
En 2016, alors qu'il est déjà suivi par plus de 60 000 abonnés sur Twitter, un élan de solidarité relayé par plusieurs clubs de Ligue 1 de football lui permet de s'acheter un fauteuil roulant électrique,.
Ses nombreux gifs animés lui valent les surnoms de « roi du gif »,, de « roi des gifs » et de « Zidane du gif ». Au moment de sa mort, son compte Twitter est suivi par plus de 260 000 personnes.
En 2018, alors que la Ligue de football professionnel fait la chasse aux gifs reprenant des images des matches, son compte Twitter est brièvement suspendu, ce qui déclenche l'indignation,,.

### Mort et hommages
Il meurt d'une crise cardiaque le 19 juin 2021 à Pietracorbara au Cap Corse.
Sa disparition suscite les hommages de la ministre des Sports, Roxana Maracineanu, et de personnalités du monde du sport, telles que Kylian Mbappé, André-Pierre Gignac et Fabien Galthié,. Plusieurs clubs sportifs, notamment le club de l'Olympique de Marseille (dont Philousports était un supporter),, lui rendent également hommage. Plus de 38 000 messages sont publiés sur Twitter dans l'heure qui suit l'annonce de sa mort.

## Publication
- Philousports, Moi, Philousports : La biographie inédite de @Philousports, le Zidane du GIF, Hachette Pratique, 2019, 192 p. (ISBN 2017046957).